# Хассан, Маргрет
Маргрет Румат Румар Хассан (англ. Margret Rumat Rumar Hassan, род. 12 августа 1997, Вау) — южносуданская легкоатлетка, выступающая в беге на короткие и средние дистанции. Участница летних Олимпийских игр 2016 года.

## Биография
Маргрет Хассан родилась 12 августа 1997 года в суданском городе Вау (сейчас в Южном Судане).
В детстве из-за войны в Судане семья Хассан оказалась в числе беженцев, из-за чего она не получила вовремя начальное образование: Маргрет продолжала учиться во время подготовки к летним Олимпийским играм 2016 года.
Первоначально играла в футбол. В 2012 году по предложению друга стала заниматься лёгкой атлетикой.
В 2016 году участвовала в чемпионате Африки по лёгкой атлетике в Дурбане, где показала предпоследний, 34-й результат — 27,61 секунды.
В том же году вошла в состав сборной Южного Судана на летних Олимпийских играх в Рио-де-Жанейро. В четвертьфинале бега на 200 метров заняла последнее, 8-е место с результатом 26,99 секунды, уступив 4,19 секунды попавшей в полуфинал с 3-го места Джины Люккенкемпер из Германии.

## Личные рекорды
- Бег на 200 метров — 26,99 (15 августа 2016, Рио-де-Жанейро)[4]
- Бег на 400 метров — 1.01,72 (23 августа 2014, Нанкин)[4]